# Indiens självständighetsdag
Indiens självständighetsdag (engelska: Independence Day) är en nationell helgdag i Indien, som firas den 15 augusti till minne av Indiens självständighet från Storbritannien 1947. I Delhi hissar premiärministern denna dag flaggan vid Röda fortet (Lal qila).